# III. Tudhalijasz hettita király
III. Tudhalijasz (vagy IV. Tudhalijasz, attól függően, hogy a protohatti kor Tudhalijasz nevű uralkodójával kezdik-e a számozást, hurri nevén Ḫišmî-Šarruma) hettita király III. Hattuszilisz fia és utódja. Hosszú uralkodásáról viszonylag kevés forrás maradt fenn. Teljesen bizonytalan, hogy volt-e családja, bár valószínű, hogy egy babiloni hercegnőt feleségül vett (CTH#178 és Puduhepa ugariti levele). Gyermekéről nem tudunk, sok testvére közül is csak Huccijasz viselt tisztséget udvarában, a GAL.MEŠEDI, vagyis a testőrség vezetője hagyományos posztját töltötte be.
Uralkodása a folyamatosság jegyében kezdődött, már Hattuszilisz alatt viselte a nagy király címet. A királyi udvar tisztviselői azonosak maradtak, nem volt szükség a lecserélésükre.
Tudhalijasz még Hattuszilisszel közös uralkodása idején elvesztette Szeha tartományt Ahhijava lázadása miatt. Szeha Királyságról többet nem esik szó a forrásokban, helyére Ahhijava és Lukka lépett, amely két térség azonban sosem került olyan baráti viszonyba Hattival, mint Szeha utolsó királya, Maszturi. A szétesőben lévő Hatti még mindig hódításokban gondolkodott. Alaszija és Arzava Tudhalijasz adófizetőjévé vált, Hanigalbat, Másza, Lukka és Kaszka pedig hadjáratainak célpontjává. Tudhalijasznak megnőtt az étvágya, felvette a világ ura (šar kiššati) címet, majd meglehetősen erőszakos hangvételű levélben hadat üzent Asszíriának. A nihrijai csatában I. Tukulti-Ninurta csapataitól jelentős vereséget szenvedett.
A nihrijai vereség után Tudhalijasz szíriai jobbkeze I. Ini-Teszub, Kargamis uralkodója, I. Szuppiluliumasz másik dédunokája lett. Ini-Teszub Tudhalijasz jóváhagyásával Szíria hegemóni szerepkörét gyakorolta. A király Asszíriával szemben kereskedelmi embargót próbált bevezetni, megtiltotta a görögöknek és minden más szövetségesének, hogy árut cseréljenek vele. Azonban Thébaiban Babilonból, közelebbről a Marduk-templomból származó lapis lazulit találtak. Ez arra utal, hogy I. Tukulti-Ninurta i. e. 1225-ben Babilon kifosztása után a város kincseit a hettitabarát uralkodók megvesztegetésére használta.
Tudhalijasz további sorsa ismeretlen, egyszer csak eltűnik a forrásokból. Mivel II. Muvatallisz ifjabb fia, Kuruntijasz i. e. 1209 körül felvette a nagy király címet, feltehető, hogy Tudhalijaszt erőszakkal távolították el a trónról, és helyére unokatestvére került. A vélemények megoszlanak abban a tekintetben, hogy Kuruntijaszt ki követte a trónon, Neve szerint Tudhalijasz visszaszerezte trónját, és ezután építette újjá Hattuszasz felső városát.

## Egykorú források
- CTH#105-113; (szerződések)
- CTH#123; (szerződés egy ismeretlen féllel)
- CTH#177-178; levelek I. Tukulti-Ninurta asszír, és Baba-aha-iddína babiloni királyoktól
- CTH#196; Lupakki, Kargamis királyának levele
- CTH#211; Szeha királyság bűnei
- CTH#225;
- CTH#255;
- RS 17,434; Puduhepa levele III. Níkmaddu ugariti királyhoz

A CTH#112 számú dokumentum az ugariti határ kérdéseivel foglalkozik, érdekessége, hogy ez az első betűírással készült dokumentum, amelyet ismerünk.

## Külső hivatkozások
- Hittites.info

| Előző uralkodó: III. Hattuszilisz | hettita király i. e. 1237 – i. e. 1209 | Következő uralkodó: Kuruntijasz |